# Latin American Music Awards de 2019
A 5.ª edição anual do Latin American Music Awards foi realizada em 17 de outubro de 2019 no Dolby Theatre em Los Angeles, Califórnia, nos Estados Unidos. Apresentada por Eugenio Derbez e Jacky Bracamontes, a cerimônia foi transmitida ao vivo pela Telemundo.

## Vencedores e indicados
As indicações foram reveladas em 4 de setembro de 2019. Ozuna liderou os indicados com nove indicações. Ele é seguido por Bad Bunny e Romeo Santos com oito indicações cada; Anuel AA com sete indicações; e Banda MS com cinco. Daddy Yankee, Maluma, Luis Fonsi, Sebastián Yatra, T3R Elemento e Marc Anthony receberam quatro indicações cada. Os vencedores estão listados em primeiro e em negrito.
| Artista do Ano | Artista Revelação do Ano |
| --- | --- |
| - Anuel AA - Winner - Bad Bunny - Banda MS de Sergio Lizárraga - Christian Nodal - Daddy Yankee - J Balvin - Karol G - Maluma - Ozuna - Romeo Santos | - Lunay - Winner - Sech - Rosalía - Paulo Londra - Jhay Cortez - Darell |
| Canção do Ano | Álbum do Ano |
| - DJ Snake (featuring Selena Gomez, Ozuna & Cardi B) - "Taki Taki" - Winner - Anuel AA and Romeo Santos - "Ella Quiere Beber" - Bad Bunny (featuring Drake) - "Mia" - Daddy Yankee (featuring Snow) - "Con Calma" - Pedro Capó & Farruko - "Calma"                                        | - Anuel AA – Real Hasta la Muerte - Winner - Bad Bunny – X 100pre - Luis Fonsi – Vida - Ozuna – Aura - Carlos Santana – Africa Speaks |
| Artista Feminina Favorita | Artista Masculino Favorito |
| - Becky G - Winner - Natalia Lafourcade - Karol G - Natti Natasha - Rosalía | - Anuel AA - Winner - Bad Bunny - J Balvin - Ozuna - Romeo Santos |
| Dupla ou Grupo Favorito | Artista de Pop/Rock Favorito |
| - CNCO - Winner - Banda Sinaloense MS de Sergio Lizárraga - Los Ángeles Azules - T3r Elemento - Wisin & Yandel | - CNCO - Winner - Luis Fonsi - Pedro Capó - Sebastián Yatra |
| Álbum de Pop/Rock Favorito | Canção de Pop/Rock Favorita |
| - "Fantasía" – Sebastián Yatra - Winner - "Vida" – Luis Fonsi - "El mal querer" – Rosalía - "Africa Speaks" – Santana | - "Ya No Tiene Novio", Sebastián Yatra & Mau y Ricky. - Winner - "Lost In The Middle Of Nowhere (Remix)", Kane Brown (featuring Becky G) - "Imposible", Luis Fonsi and Ozuna - "Calma", Pedro Capó & Farruko - "Amigos con derechos", Reik and Maluma |
| Artista Regional Mexicano Favorito | Álbum Regional Mexicano Favorito |
| - Christian Nodal - Winner - Banda Sinaloense MS de Sergio Lizárraga - Calibre 50 - T3r Elemento | - "Oye mujer", Raymix - Winner - "Con todas las fuerzas", Banda Sinaloense MS de Sergio Lizárraga - "Bendecido", Lenin Ramírez - "The Green Trip", T3r Elemento                                                                                       |
| Canção Mexicana Regional Favorita | Artista Urbano Favorito |
| - "No te contaron mal", Christian Nodal - Winner - "A través del vaso", Banda Los Sebastianes - "Mejor me alejo", Banda Sinaloense MS de Sergio Lizárraga - "Nunca es suficiente", Los Ángeles Azules (with Natalia Lafourcade) - "Aerolínea Carrillo", T3r Elemento (with Gerardo Ortiz) | - Anuel AA - Winner - Ozuna - Bad Bunny - J Balvin |
| Canção Urbana Favorita | Álbum Urbano Favorito |
| - "Taki Taki", DJ Snake (featuring Selena Gomez, Ozuna & Cardi B) - Winner - "Ella quiere beber", Anuel AA and Romeo Santos - "MÍA", Bad Bunny (featuring Drake) - "Con Calma", Daddy Yankee (featuring Snow) - "Vaina loca", Ozuna (featuring Manuel Turizo)                             | - "Real Hasta la Muerte", Anuel AA - Winner - "X 100pre", Bad Bunny - "Gangalee", Farruko - "Aura", Ozuna |
| Artista Tropical Favorito | Canção Tropical Favorita |
| - Romeo Santos - Winner - Carlos Vives - Juan Luis Guerra - Marc Anthony | - "Adicto", Prince Royce & Marc Anthony - Winner - "Inmortal", Aventura - "Centavito", Romeo Santos - "Vivir bailando", Silvestre Dangond & Maluma - "Aullando", Wisin & Yandel (with Romeo Santos)                                                   |
| Álbum Tropical Favorito | Artista Crossover Favorito |
| - "Utopía", Romeo Santos - Winner - "40… y contando (En vivo desde Puerto Rico)", Gilberto Santa Rosa - "Literal", Juan Luis Guerra - "OPUS", Marc Anthony | - Drake - Winner - DJ Snake - Sean Paul - Snow |
| Turnê Favorita | Vídeo Favorito |
| - Luis Miguel - Winner - Bad Bunny - Chayanne - Jennifer López - Marc Anthony | - "R.I.P.", Sofía Reyes (featuring Rita Ora and Anitta) - Winner - "Te Confieso", Camila - "La Respuesta", Becky G and Maluma - "Si Supieras", Daddy Yankee and Wisin & Yandel - "En Guerra", Sebastián Yatra (with Camilo)                           |